# Parque Nacional Glacier (Estados Unidos)

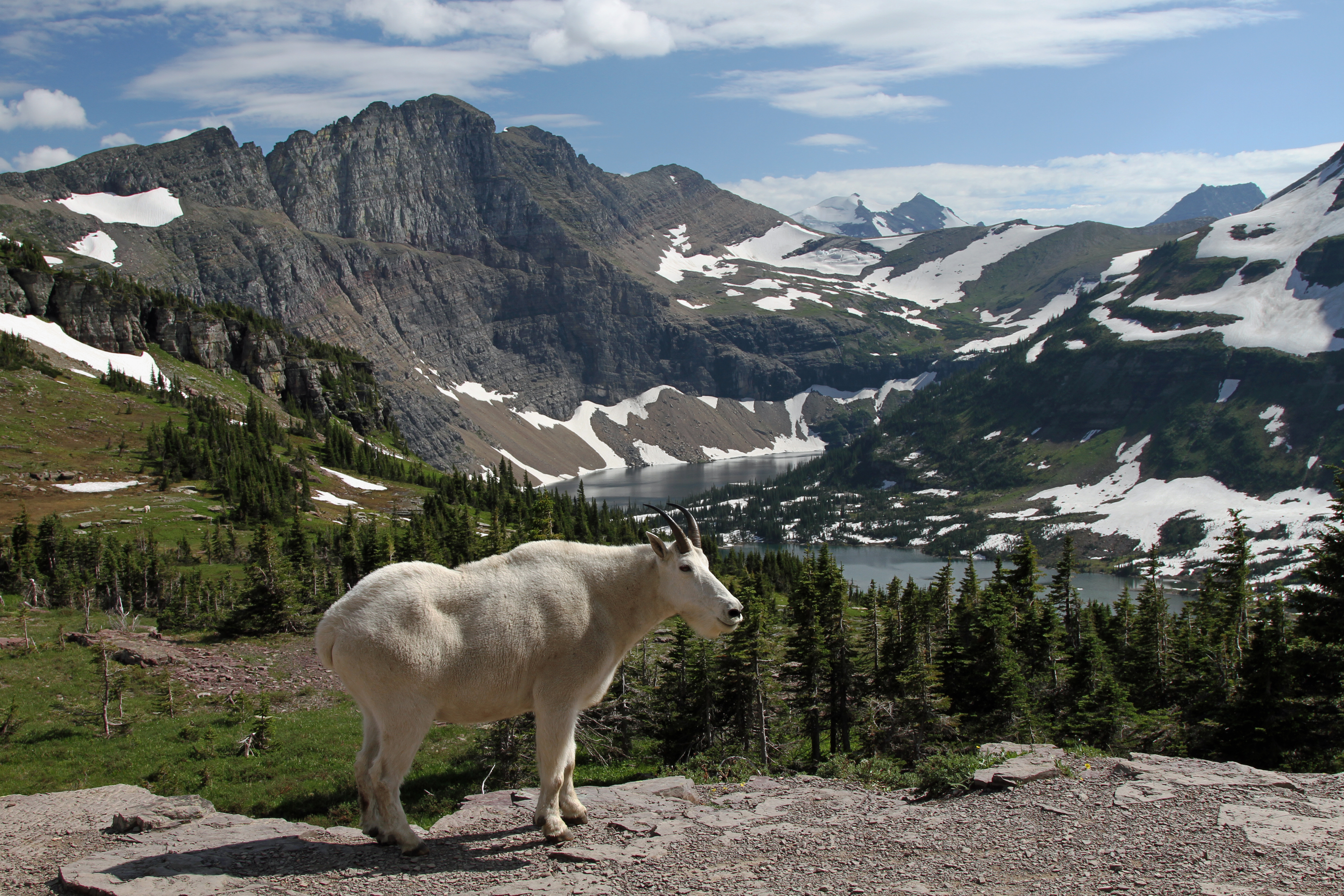
Uma cabra da montanha no parque

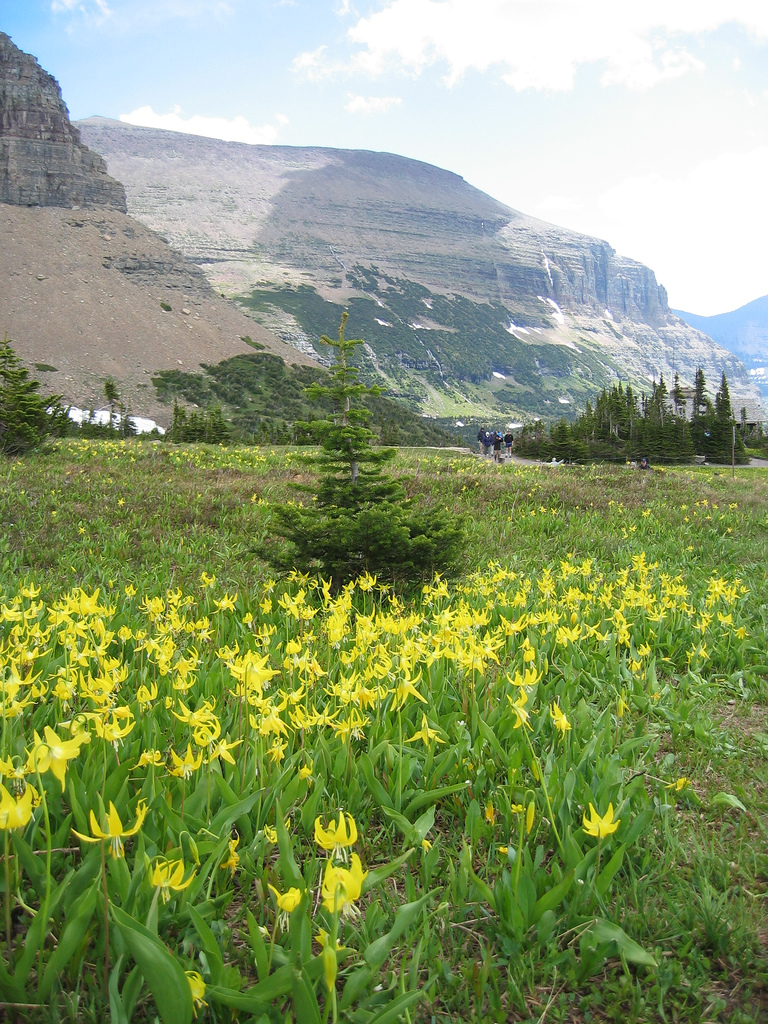
Erythronium grandiflorum na natureza, Parque Nacional Glacier.

O Parque Nacional Glacier situa-se no estado de Montana, Estados Unidos da América, ao longo da fronteira com as províncias canadianas de Alberta e Colúmbia Britânica. Neste parque podem encontrar-se duas cadeias montanhosas, mais de 130 lagos, mais de mil espécies de plantas e centenas de espécies de animais. Trata-se de uma zona de ecossistema praticamente virgem que se estende por 4 101 km². Faz fronteira com o Parque Nacional Lagos Waterton e os dois parques constituem o Parque Internacional da Paz Waterton-Glacier, o primeiro parque internacional criado em 1932. Ambos os parques foram designados reservas da biosfera em 1976 e Património da Humanidade em 1995.